# Luciano Maggini
Luciano Maggini (* 16. Mai 1925 in Carmignano; † 24. Januar 2012 in Seano) war ein italienischer Radrennfahrer.

## Sportliche Laufbahn
Maggini war im Straßenradsport aktiv. Von 1946 bis 1957 war er Berufsfahrer.
Er gewann die Rennen Giro di Campania 1948, Giro del Veneto 1948 und 1954, GP Industria & Commercio di Prato 1949 und 1952, Giro dell’Emilia 1950 und 1951, Giro della Provincia di Reggio Calabria 1951 und 1953, Mailand–Turin 1953 und Coppa Placci 1953. Im Giro d’Italia gewann er von 1947 bis 1951 jeweils Etappen. Bei Rom–Neapel–Rom 1952 gewann er eine Etappe.
Zweiter wurde er im Giro del Lazio 1949 hinter Annibale Brasola und 1955 hinter Loretto Petrucci. 1949 wurde er Vizemeister im Straßenrennen hinter Fausto Coppi.
Den Giro d’Italia bestritt Maggini achtmal. 1949 wurde er 12., 1950 5., 1951 16., 1952 60. und 1953 58. 1947, 1948 und 1954 beendete er die Rundfahrt nicht. In den Rennen der Monumente des Radsports (bei denen Maggini zwanzigmal antrat) war der 4. Platz im Rennen Mailand–Sanremo 1947 sein bestes Resultat. Bei den Straßenradsport-Weltmeisterschaften 1948 belegte er den 4. Platz im Profirennen.